# Валонен, Руслан Олегович
Руслан Олегович Валонен (до 1985 фамилия Дубровин) — российский музыкант.

## Биография
Руслан Олегович Валонен (Дубровин) родился 1 июня 1961 г. в Новосибирске.
Окончив музыкальную школу, в подростковом возрасте начал увлекаться рок-музыкой и электронной музыкой.
В 1983 году начал профессионально заниматься музыкой, как клавишник группы «Феникс», созданной из обломков «Аракса». В 1984—1986 годах в группе «Москва», выступавшей к тому времени в основном по ресторанам.
В октябре 1986 года Руслан Валонен влился в состав «Автографа» как программист, аранжировщик, второй клавишник. Его первой большой работой в «Автографе» стал продакшен песни «Мир в себе» с вокалом Сергея Мазаева. С мая 1988 года Руслан стал основным клавишником «Автографа».
В 1989 Руслан Валонен продюсер второго альбома группы — «Каменный край».
В 1991—1992 сотрудничает с группой «Мегаполис», участвует в записи альбома «Женское сердце».
В 1993 году уезжает в Лос-Анджелес, где много работает в студиях звукозаписи как продюсер, звукорежиссёр и сессионный клавишник. Фамилию Руслана можно найти на альбомах многих отечественных и зарубежных исполнителей.
В начале 2000-х переехал в Нью-Йорк, где продолжил профессионально заниматься музыкой, дизайном, преподавал, был ведущим на радио.
С 2011 года Руслан Валонен в туристическом бизнесе.